# زالش (شهرستان سوکوووف)
زالش (به لهستانی:  Zaleś) یک روستا در لهستان است که در گمینا ستردنگ واقع شده‌است.